# Drimer
Drimer, pseudonimo di Francesco Marchetti (Cles, 28 agosto 1995), è un rapper italiano.

## Biografia

### Gli inizi e l'affermazione nel freestyle
Drimer inizia a partecipare alle prime battle di freestyle già intorno ai 13 anni, facendosi subito notare come uno dei talenti della propria generazione. Già nel 2014, a soli 18 anni, è scelto per partecipare al Master of Battle Arena, contest di freestyle a Bologna dove si sfidano i principali rappresentanti della disciplina. In poco tempo, Drimer arriva a ottenere svariate vittorie e partecipazioni ai principali contest nazionali. In particolare, nel 2018 vince la Tritolo, battle organizzata da Clementino a Napoli. Oltre a ciò, risulta per ben 4 volte finalista del prestigioso Tecniche Perfette come rappresentante del Trentino-Alto Adige e per 2 volte viene invitato come testa di serie al Mic Tyson, il contest organizzato da Nitro e Dj MS in collaborazione con la Machete Crew dove nel 2019 giunge fino in semifinale. 

### La fondazione di F.E.A. e la rinascita delMuretto di Milano
Nel 2019 è tra i fondatori di F.E.A. (Freestyle Elite Agency), agenzia che riunisce i migliori freestyler italiani e che si pone come obiettivo la valorizzazione del freestyle in Italia. F.E.A., nell'arco di pochi mesi, riesce ad avere un impatto senza precedenti sul mondo del freestyle italiano, innalzandone il livello dello spettacolo e affermando il diritto del freestyler ad essere pagato per lo show che assicura sul palco, cosa fino ad allora mai fatta.. Nel 2022 F.E.A. realizza l'album Freestyle Elite, a cui Drimer partecipa prestando la voce in 4 tracce.
Dal 2022 Drimer è inoltre tra i protagonisti della rinascita del Muretto di Milano, luogo storico dell'Hip Hop milanese e italiano. Il Muretto, che anni addietro aveva visto muovere i primi passi alcuni dei più grandi nomi della scena rap attuale, era stato abbandonato durante gli anni della Pandemia di COVID-19 in Italia. A partire da Gennaio 2022, sotto l'impulso di un piccolo gruppo di cui fa parte, con altri freestyler locali, anche Drimer, il Muretto torna ad essere frequentato settimanalmente da centinaia di persone, compresi i rapper più famosi che vi erano passati in gioventù. 
Nel 2023 è ospite della puntata di One Take dedicata ai "10 freestyler più forti d'Italia".

## Carriera musicale

### 2016 - 2018: gli esordi
Nel 2016 pubblica Inception, primo progetto autoprodotto ispirato all'omonimo film e realizzato in collaborazione con il produttore Ric de Large. Con esso, darà vita ad un sodalizio artistico che lo accompagnerà per tutti gli anni seguenti. L'album viene notato dal famoso format Real Talk, che l'anno successivo lo invita come ospite di una propria puntata, lanciandolo. Tra 2017 e 2018 pubblica quindi Scrivo Ancora, primo capitolo della sua saga di mixtape, e Antigravity in collaborazione con l'icona del rap trentino Ares Adami, confermandosi come uno degli emergenti più in vista del panorama. Già in questi lavori, Drimer collabora con vari artisti rilevanti della scena underground, tra i quali ad esempio Egreen e Kiave. Oltre a ciò, questi nuovi lavori gli danno la possibilità di performare dal vivo su alcuni dei più importanti palchi del Nord Italia aprendo ai grandi nomi della scena rap nazionale.

### 2019 - 2021: la firma per e l'arrivo a Milano
Nel 2019 firma per Pluggers, etichetta milanese nota per lavorare, tra gli altri, con artisti quali Crookers, BigMama e Massimo Pericolo, scoperto e lanciato proprio da Pluggers. Trasferitosi dunque a Milano, Drimer pubblica per l'etichetta due album, La Prova Vivente e Crashtest, rispettivamente nel 2019 e nel 2021. Entrambi i lavori si segnalano, oltre che per la maturità artistica che Drimer dimostra già in giovane età, per le collaborazioni con artisti di spicco quali ad esempio Clementino, Nerone e Mattak. Terminato il proprio accordo con Pluggers, decide di tornare indipendente.

### 2022 - presente
Nel 2022 Drimer firma per Gold Leaves Academy, etichetta diretta da DJ MS. Per essa rilascia i due sequel di Scrivo Ancora, cioè Scrivo Ancora 2 (2023) e Scrivo Ancora 3 (2024), continuando così la sua saga di mixtape in attesa dell'album ufficiale. In essi, Drimer si apre ad ulteriori e più importanti collaborazioni come quelle con Willie Peyote, Inoki e Jack the Smoker, ampliando il proprio pubblico e confermandosi artista pienamente maturato.

## Temi
Il rap di Drimer, al di là che per le sue doti tecniche, si contraddistingue soprattutto per le tematiche sociali e politiche. Noi Non Vi Vogliamo, ad esempio, è un vero e proprio manifesto politico in cui Drimer si scaglia contro la coalizione di centrodestra ora al governo, mentre il brano Lui è Morto, rilasciato in esclusiva su YouTube, è un lungo e potente flusso di coscienza relativo alla morte di Silvio Berlusconi.

## Discografia

### Album
- 2021 - Crashtest
- 2019 - La Prova Vivente
- 2016 - Inception

### Album collaborativi
- 2022 - Freestyle Elite (con F.E.A. (Freestyle Elite Agency)
- 2018 - Antigravity (con Ares Adami)

### Mixtape
- 2024 - Scrivo Ancora 3
- 2023 - Scrivo Ancora 2
- 2017 - Scrivo Ancora